# Dionaea flavisquamis
Dionaea flavisquamis là một loài ruồi trong họ Tachinidae.